# Podkoszyce (Stodoły-Wieś)
Podkoszyce – część wsi Stodoły-Wieś w Polsce, położona w województwie świętokrzyskim, w powiecie opatowskim, w gminie Wojciechowice.
W latach 1975–1998 Podkoszyce administracyjnie należały do województwa tarnobrzeskiego.